# Trichomalus xanthe
Trichomalus xanthe is een vliesvleugelig insect uit de familie Pteromalidae. De wetenschappelijke naam is voor het eerst geldig gepubliceerd in 1845 door Walker.